# Seol In-ah
Dans ce nom coréen, le nom de famille, Seol, précède le nom personnel.
Bang Ye-rin, dite Seol In-ah (hangeul : 설인아 ; hanja : 薛仁雅 ; RR : Seol In-a ; MR : Sŏl Ina), est une actrice sud-coréenne, née le 3 janvier 1996 à Suwon (Gyeonggi).

## Biographie

### Jeunesse et formation
Bang Ye-rin (hangeul : 방예린 ; hanja : 方藝隣 ; RR : Bang Ye-rin ; MR : Pang Yerin) naît le 3 janvier 1996 à Suwon, dans le province de Gyeonggi.
Jeune, elle fréquente l'Institut des arts de Séoul dans le département du théâtre, d'où elle sort diplômée.

### Carrière
En 2015, Seol In-ah commence sa carrière à la télévision, interprétant le rôle mineur, celui de l'anti-fan de la chanteuse Cindy (jouée par IU), dans un épisode de la série de comédie dramatique The Producers (프로듀) sur KBS 2, puis, en 2016, « révèle sa forte présence » en tant que la dame de la cour dans la série historique Flowers of the Prison (en) (옥중화), devant Jin Se-yeon, sur MBC.
En novembre 2016, son agence annonce qu'elle tient le rôle de la violoniste Jo Hee-ji, la petite amie de Guk-doo (interprété par Ji Soo), pour la série fantastique Strong Woman Do Bong-soon (힘쎈여자 도봉순) qui diffusera en février 2017 sur JTBC.
En juin 2017, elle est engagée pour le rôle de Hong Nam-joo, originellement prévu pour Kim Se-jeong qui tient finalement le rôle principal, celui de Ra Eun-ho, dans la série initiatique School 2017 (학교 2017).
En juillet 2021, elle fait partie de la distribution du film catastrophe Défense d'atterrir (비상선언) de Han Jae-rim, aux côtés de Song Kang-ho, Lee Byung-hun, Jeon Do-yeon, Kim Nam-gil, Im Si-wan, Kim So-jin et Park Hae-joon, qui va être présenté au festival de Cannes 2022.
En février 2023, l'agence Gold Medalist révèle qu'elle va apparaître dans le rôle principale pour la série fantastique Twinkling Watermelon (반짝이는 워터멜론), de Se-gyeong, la violoncelle de l'université, aux côtés de Ryeoun, Choi Hyun-wook et Shin Eun-soo. La diffusion est prévue à partir du 25 septembre 2023 sur le réseau TVN,.

## Filmographie

### Cinéma

#### Longs métrages
- 2022 : Défense d'atterrir (비상선언) de Han Jae-rim : Tae-eun
- 2023 : Love My Scent (en) (우리 사랑이 향기로 남을 때) de Lim Sung-yong : A-ra

### Télévision

#### Séries télévisées
- 2015 : The Producers (프로듀) : l'anti-fan (caméo ; épisode 10)
- 2016 : Flowers of the Prison (en) (옥중화) : la dame de la cour Han (caméo)
- 2017 : Strong Woman Do Bong-soon (힘쎈여자 도봉순) : Jo Hee-ji
- 2017 : School 2017 (학교 2017) : Hong Nam-joo
- 2018 : Sunny Again Tomorrow (en) (내일도 맑음) : Kang Ha-nui / Han Soo-jeong
- 2019 : Special Labor Inspector (en) (특별근로감독관 조장풍)) : Go Mal-sook
- 2019-2020 : Beautiful Love, Wonderful Life (en) (사랑은 뷰티풀 인생은 원더풀)) : Kim Cheong-ah
- 2020 : Record of Youth (청춘기록) : Jeong Ji-ah (10 épisodes)
- 2020-2021 : Mr. Queen (철인왕후) : Jo Hwa-jin
- 2022 : Business Proposal (사내맞선) : Jin Yeong-seo
- 2023 : Oasis (en) (오아시스) : Oh Jung-shin
- 2023 : Celebrity (en) (셀러브리티) : Song Yeon-woo (caméo ; épisode 4)

Prochainement
- 2023 : Twinkling Watermelon (반짝이는 워터멜론) : Se-gyeong